# Johannes Maile
Johannes Maile (* 1976 in Mannheim) ist ein deutscher Regisseur, Dramaturg und Kurator. 2016/17 war er Kurator bei den Wiener Festwochen.

## Leben und Schaffen
Johannes Maile wurde 1976 in Mannheim, Deutschland, geboren. Er ist in Mannheim, in Wolfach im Schwarzwald und in Engelskirchen in Nordrhein-Westfalen aufgewachsen. 1997 zog er nach Wien. Von 1999 bis 2002 lebte er in Berlin, Tel Aviv und an mehreren Orten in Südamerika. Johannes Maile ist verheiratet und hat zwei Kinder.
Johannes Maile studierte von 1997 bis 2003 Regie am Max-Reinhardt-Seminar in Wien. Seit 2003 war er als Regisseur, Darsteller und Dramaturg unter anderem am Theater Phönix Linz, Landestheater Niederösterreich, Theatre National de Luxembourg, Schauspielhaus Wien, Tanzquartier Wien, Donaufestival Krems und auf Kampnagel Hamburg tätig.
Von September 2006 bis Juli 2013 war Johannes Maile künstlerischer Leiter für Theater, Tanz und Performance am Werkstätten- und Kulturhaus (WUK) in Wien. In dieser Zeit positionierte er das WUK als interdisziplinären Ort für darstellende Kunst und als internationale Plattform für freischaffende Theatermacher und Choreographen. Von 2010 bis 2013 initiierte und veranstaltete er das Festival Jacuzzi - some days of performance, party and…
Von 2011 bis 2013 war er Mitglied des Performancekollektivs Dolce After Ghana. Seit 2013 arbeitet er regelmäßig mit dem Performancekollektiv God’s Entertainment. Gemeinsam mit Peter Kutin und God’s Entertainment veranstaltete er 2016 das Festival REAL DEAL - behördlich genehmigtes Festival für falsche Zustellungen. Weitere Kooperationen zwischen 2013 und 2016 entstanden unter anderem mit Fuckhead sowie der Choreografin und bildenden Künstlerin Elisabeth Bakambamba Tambwe.
Ab Juli 2016 war er als Kurator bei den Wiener Festwochen tätig und als Teil des künstlerischen Leitungsteams gemeinsam mit dem Intendanten Tomas Zierhofer-Kin und den Kuratorinnen Marlene Engel und Nadine Jessen für das Programm der Wiener Festwochen 2017 verantwortlich.